# Bogdanci
Bogdanci (makedonski: Богданци) je gradić od 6011 stanovnika na jugu Republike Makedonije, na putu između Gevgelije i Dojrana. 
Sjedište je istoimene Općine Bogdanci, koja ima oko 8 707 
(popis iz 2002.) stanovnika.

## Zemljopisne odlike
Gradić Bogdanci leži u istočnom dijelu Gevgelijsko - valandovske kotline, na putu od  Gevgelije prema Dojranu, u prostranoj dolini koja se zove Bojmija i koja se proteže i preko granice u Grčku. Bojmija zbog blizine Egejskog mora ima sredozemnu klimu, te se gaje i tipično mediteranske biljke poput maslina, smokava i šipka. 
Bogdanci su udaljeni od Gevgelije oko 10 km, od Dojrana 20 km i od makedonsko - grčke granice oko 7 km.

## Povijest
Bogdanci i njegova okolica imali su značajnu ulogu za Makedonskog nacionalnog preporoda pri kraju XIX st. U kraju je bila jaka djelatnost VMRO-a. Tako je 31. kolovoza 1905. kod sela Đavato (kod Bogdanaca) nakon izdaje opkoljen s dva suborca od strane nadmoćnog broja turskih askera, legendarni gevgelijski komita Leonid Jankov. Uvidjevši da mu nema izlaza izvršio je samoubojstvo.
Bogdanci su novi grad nastao tek 1955. godine, kada je tadašnje selo proglašeno općinskim središtem. Od tada počinje preobrazba tog sela u današnji gradić. 

## Stanovništvo
U Bogdancima je 2002. živjelo 6 011 žitelja.

## Šport
Najpoznatiji klub iz gradića je rukometni klub Mladost Bogdanci, koji igra i u europskim natjecanjima.

## Gospodarstvo
Bogdanci i njegova okolica Bojmija, poznati su po proizvodnji ranog povrća, oko 17.000 tona, koje se većinom izveze. U posljednjim desetljećima prošlog stoljeća razvila se je i industrija.
Najpoznatija tvrtka iz grada je svakako autoprijevoznička AD Mlaz Bogdanci, koja danas i proizvodi prikolice za poljoprivredne strojeve. U gradu i okolici danas djeluju sljedeća poduzeća; Bioment (papirna konfekcija), Inter Agro i Stočarstvo (poljoprivreda) te Noel plus (tekstil) u obližnjem selu Stojakovo.

## Vanjske poveznice
- Službene stranice općine Bogdanci[neaktivna poveznica]